# چیساتو اوکای
چیساتو اوکای (انگلیسی: Chisato Okai؛ زادهٔ ۲۱ ژوئن ۱۹۹۴) خواننده، و بازیگر اهل ژاپن است.